# 卓威光
卓威光為中國清朝武官官員。卓威光於1788年（乾隆53年）奉旨接替林光玉，於台灣地區擔任台灣水師協副將。而隸屬台灣鎮之下的此官職是台灣清治時期的這階段，全台灣的海防軍事層級最高武將，其統帥三標水營，數千名水師兵勇。
| 前任： 林光玉 | 台灣水師協副將 1788年上任 | 繼任： 孫全謀 |